# FC Teutonia Weiden
Die FC Teutonia Weiden (offiziell: Fußballclub Teutonia 1919 Weiden e. V.) ist ein Fußballverein aus dem Würselener Stadtteil Broichweiden in der Städteregion Aachen. Die erste Mannschaft der Männer stieg 2024 in die Mittelrheinliga auf. Die erste Frauenfußballmannschaft nahm einmal am DFB-Pokal teil und spielte zehn Jahre lang in der Regionalliga West. Die Handballmannschaft der Männer spielte drei Jahre in der seinerzeit erstklassigen Gauliga Mittelrhein bzw. Köln-Aachen.

## Geschichte
Der Verein wurde im Mai 1919 gegründet und benannte sich im Jahre 1940 in FC Teutonia Boichweiden um. Zwischen 1950 und dem Frühjahr 1956 bildete der FC Teutonia Wieden vorübergehend die Fußballabteilung der DJK Westwacht Weiden. Am 23. Mai 1970 wurde eine Frauenmannschaft gegründet. Am 1. Juli 2009 trat die Abteilung geschlossen dem Verein Alemannia Aachen bei und bildete fortan dessen Frauenfußballabteilung. Eine geplante Fusion des FC Teutonia Wieden mit dem Verein Rhenania Würselen platzte im Frühjahr 2021. Im Sommer 2023 wurde beim FC Teutonia Weiden eine neue Abteilung für Frauenfußball gegründet.

## Frauenfußball

### Geschichte
Ab 1971 nahm die Mannschaft am geregelten Spielbetrieb teil und gewann auf Anhieb dreimal in Folge die Kreismeisterschaft. Ab 1977 spielte die Teutonia in der Verbandsliga Mittelrhein. Nach einer Vizemeisterschaft im Jahre 1986 wurden die Weidenerinnen drei Jahre später Meister und stieg in die seinerzeit erstklassige Regionalliga West auf. In der Saison 1989/90 schaffte die Teutonia es, Vorletzter zu werden, obwohl die Mannschaft kein Spiel gewinnen konnte. Wegen der Einführung der Bundesliga gab es nur einen Absteiger, so dass die Mannschaft weiter in der Regionalliga spielte. In der Saison 1991/92 erreichte die Teutonia mit Rang fünf ihren sportlichen Zenit. Zwei Jahre später stieg die Mannschaft ab und schaffte im Jahre 1996 den erneuten Aufstieg. Dieses Mal hielt sich die Teutonia für drei Jahre. In der Saison 2002/03 gab die Mannschaft ein kurzes Gastspiel in der Regionalliga, ehe sich die Teutonia nach dem Wiederaufstieg im Jahre 2005 in der Regionalliga etablieren konnte. Im Sommer 2009 wechselte die Abteilung geschlossen zu Alemannia Aachen. Nach der Neugründung der Abteilung tritt der FC Teutonia in der Kreisliga Aachen an.
In der Saison 1993/94 nahm der FC Teutonia Weiden zum ersten und einzigen Mal am DFB-Pokal der Frauen teil. Die Qualifikation gelang durch einen 2:1-Finalsieg im Mittelrheinpokal beim FC St. Augustin. In der ersten Runde des DFB-Pokals erhielt die Teutonia ein Freilos und traf dann in Runde zwei auf den Bundesligisten SSG 09 Bergisch Gladbach, der das Spiel mit 2:1 für sich entscheiden konnte. Susanne Kasperczyk nahm im Jahre 2002 mit der deutschen U-19-Nationalmannschaft an der Weltmeisterschaft in Kanada teil und belegte mit ihrer Mannschaft den dritten Platz. Mit Kathrin Hendrich brachte der FC Teutonia eine spätere deutsche Nationalspielerin hervor.

### Erfolge
- Teilnahme am DFB-Pokal: 1993/94
- Mittelrheinpokalsieger: 1993
- Meister der Verbandsliga Mittelrhein: 1989, 1996, 2002, 2005

### Persönlichkeiten
- Sabrina Bemmelen
- Kathrin Hendrich
- Susanne Kasperczyk
- Christina Keuter
- Judith Roth
- Kathrin Walmanns

## Männerfußball

### Geschichte
Die Männermannschaft spielte Anfang der 1930er Jahre erstmals in der Bezirksklasse, war jedoch die meisten Jahrzehnte lediglich auf Kreisebene aktiv. Erst im Jahre 1973 gelang wieder der Aufstieg in die Bezirksklasse. Drei Jahre später verpasste die Teutonia den Aufstieg in die Landesliga, nachdem das Entscheidungsspiel um die Meisterschaft gegen den SC Kellersberg mit 0:2 verloren wurde. Die erfolgreiche Mannschaft fiel jedoch auseinander und so musste der Verein schon 1978 wieder in die Kreisliga absteigen. Drei Jahre später gelang der Wiederaufstieg, ehe nach nur zwei Jahren 1983 der erneute Abstieg in die Kreisliga folgte. Bis in die frühen 2010er Jahre pendelte die Teutonia nun zwischen den Kreisligen A und B, ehe sich der Verein nach dem Aufstieg im Jahre 2013 im Kreisoberhaus etablieren konnte. 
In den frühen 2020er Jahren erlebte der Verein einen sportlichen Aufschwung, als die Teutonia nach drei Aufstiegen in Folgen im Jahre 2024 die Mittelrheinliga erreichte. Am 23. März 2025 verlor die auf dem siebten Platz rangierende Teutonia das Spiel beim TuS Königsdorf mit 0:21, was gleichzeitig die höchste Niederlage in der Geschichte der Mittelrheinliga war.

### Erfolge
- Meister der Landesliga Mittelrhein 2: 2024
- Meister der Bezirksliga Mittelrhein 4: 2023

### Persönlichkeiten
- Sascha Dum
- Jerome Propheter
- Philipp Simon
- Moritz Stehling

## Handball
Die Handballer des FC Teutonia Weiden stiegen im Jahre 1940 in die Gauliga Mittelrhein auf. Am Saisonende wurde die Gauliga Mittelrhein in die Gauligen Köln-Aachen und Moselland aufgespalten. Die Teutonia gewann in der Saison 1941/42 die Meisterschaft in der Staffel Aachen, verlor aber die Endspiele um die Gaumeisterschaft gegen den TK Köln-Nippes 03 mit 7:8 und 4:10. In der Saison 1942/43 trat die Teutonia aus unbekannten Gründen nicht an. Die weitere Geschichte der Handballabteilung ist nicht bekannt.

## Stadion
Die Heimspiele trägt der FC Teutonia Weiden auf dem Platz 2 des Jupp-Derwall-Stadions aus. Das Stadion wurde nach dem zweimaligen deutschen Nationalspieler und späteren Bundestrainer Jupp Derwall benannt, der aus Würselen stammt. Das Stadion wurde im Jahre 2021 eröffnet und bietet Platz für 1000 Zuschauer. Es wird auf Kunstrasen gespielt. Das Stadion liegt an der Kauseneichgasse nördlich des Willy-Brandt-Rings und östlich des Aquana-Freizeitbades.